# Pontevedra Club de Fútbol
Maillots
Actualités
Le Pontevedra Club de Fútbol est un club de football espagnol basé à Pontevedra (Galice). C'est un club historique en Espagne. Pontevedra a passé six saisons en première division espagnole au cours des années 1960. Il évolue actuellement en Primera División RFEF (3e niveau).

## Histoire
| \| Pontevedra \| Emplacement de Pontevedra, en Espagne. |
| Pontevedra                                              |

Le 16 octobre 1941, le Pontevedra CF est fondé, grâce à l'union des deux plus importants clubs de la ville, l'Eiriña et l'Alfonso C.F. Son premier président est Fernando Ponte Conde.
Le club évolue pendant six saisons en première division : tout d'abord lors de la saison 1963-1964, puis de 1965 à 1970. Il obtient son meilleur classement en Primera División lors de la saison 1965-1966, où il se classe septième du championnat, avec 13 victoires, 5 matchs nuls et 12 défaites.
Le club évolue également pendant neuf saisons en deuxième division : de 1960 à 1963, puis lors de la saison 1964-1965, puis de 1970 à 1973, ensuite à nouveau lors de la saison 1976-1977, et enfin une dernière fois lors de la saison 2004-2005.

## Palmarès et résultats

### Palmarès
| Compétitions nationales | Compétitions régionales |
| - Championnat d'Espagne (0) : - Meilleur classement : 7e en 1966. - Championnat d'Espagne de deuxième division (2) : - Champion : 1963 et 1965. - Championnat d'Espagne de troisième division (2) : - Champion : 2004 et 2007. - Championnat d'Espagne de quatrième division (10) : - Champion : 1947, 1948, 1960, 1976, 1982, 1983, 1984, 2015, 2022 et 2025. - Coupe de la Ligue de Segunda División B - Groupe 1 (0) : - Finaliste : 1985. | - Campeonato Gallego de Aficionados (2) : - Champion : 1942 et 1943. - Campeonato Serie A Regional - Grupo Sur (1) : - Champion : 1958. - Copa Galicia (1) : - Vainqueur : 1966. - Copa Diputación de Pontevedra (1) : - Vainqueur : 1984. - Copa RFEF - Zona Gallega (1) : - Vainqueur : 1984. - Finaliste : 1995. |

### Saisons
| Championnat           | Saisons | Titres | J    | G   | N   | P   | Bp   | Bc   | Diff |
| --------------------- | ------- | ------ | ---- | --- | --- | --- | ---- | ---- | ---- |
| Primera División      | 6       | 0      | 180  | 53  | 44  | 83  | 165  | 221  | -56  |
| Segunda División      | 9       | 2      | 314  | 117 | 84  | 113 | 379  | 372  | +7   |
| Segunda División B    | 39      | 2      | 1404 | 537 | 393 | 474 | 1717 | 1548 | +169 |
| Primera Federación    | 1       | 0      | 38   | 9   | 9   | 20  | 34   | 53   | -19  |
| Tercera División      | 29      | 8      | 876  | 447 | 169 | 260 | 1621 | 1130 | 491  |
| Segunda División RFEF | 2       | 1      | 68   | 37  | 22  | 9   | 135  | 66   | +69  |
| Divisions régionales  | 2       | 0      | 42   | 21  | 8   | 13  | 69   | 54   | +15  |

## Emblème
L'écu officiel du club consiste en une fusion de l'écu de la ville, d'un pont crénelé, et d'un ballon. Entre ces deux éléments se trouve une bande avec le mot Pontevedra inscrit dedans.

## Joueurs et personnalités du club

### Présidents
Le tableau suivant présente la liste des présidents du club depuis 1941.
| Rang | Nom                        | Période   |
| ---- | -------------------------- | --------- |
| 1    | Fernando Ponte Conde       | 1941-1942 |
| 2    | Manuel Fernández Torres    | 1942-1943 |
| 3    | Manuel García Lastra       | 1943-1949 |
| 4    | Fernando Ponte Conde       | 1949-1951 |
| 5    | Antonio Puig Gaite         | 1951-1956 |
| 6    | Clemente Carrascal Sánchez | 1956-1957 |
| 7    | Ángel Agrasar Vidal        | 1957-1960 |
| 8    | Miguel Domínguez Rodríguez | 1961-1963 |

| Rang | Nom                     | Période   |
| ---- | ----------------------- | --------- |
| 9    | Miguel Otero Rodríguez  | 1963-1970 |
| 10   | Celso Mariño Ferreiro   | 1970-1971 |
| 11   | Ángel Agrasar Vidal     | 1971-1974 |
| 12   | Eulogio Vázquez Pereira | 1974-1981 |
| 13   | Miguel Domínguez Vaz    | 1981-1985 |
| 14   | Luis Emilio Batallán    | 1985-1989 |
| 15   | Jesús Pérez Yáñez       | 1989-1990 |
| 16   | Javier Redondo Seijo    | 1990-1991 |

| Rang | Nom                             | Période   |
| ---- | ------------------------------- | --------- |
| 17   | Enrique Vidal Senra             | 1991-1992 |
| 18   | Pedro Antonio Rivas Fontenla    | 1992-1993 |
| 19   | Ramón Crespo Figueroa           | 1993-1997 |
| 20   | Gerardo Lorenzo Torres          | 1997-2001 |
| 21   | Saturnino Mirón Gutiérrez       | 2001-2010 |
| 22   | Mauricio Rodríguez Boullosa     | 2011-2013 |
| 23   | José Manuel Fernández Rodríguez | 2013-2014 |
| 24   | Guadalupe Murillo Solís         | 2014-     |

### Entraîneurs
Le tableau suivant présente la liste des entraîneurs du club depuis 1960.
| Rang | Nom                 | Période   |
| ---- | ------------------- | --------- |
| 1    | Cuqui Bienzobas     | 1960-1962 |
| 2    | Rafa Yunta          | 1962-1964 |
| 3    | Marcel Domingo      | 1964-1965 |
| 4    | Otxoa               | 1965-1966 |
| 5    | José Molinuevo      | 1966-1967 |
| 6    | Héctor Rial         | 1967-1969 |
| 7    | Luis Belló          | 1969      |
| 8    | Francisco Campos    | 1969      |
| 9    | Carolo              | 1969      |
| 10   | Louis Hon           | 1969-1970 |
| 11   | Otxoa               | 1970      |
| 12   | Gustavo Biosca      | 1970-1971 |
| 13   | José Juncosa        | 1971      |
| 14   | Simón Herrería      | 1971-1972 |
| 15   | José Caeiro         | 1972-1973 |
| 16   | Martín-Esperanza    | 1973      |
| 17   | José Luis Viesca    | 1974-1975 |
| 18   | Lalo                | 1975-1977 |
| 19   | Raúl Seoane         | 1977-1978 |
| 20   | José María Negrillo | 1978-1979 |
| 21   | Luis Aloy Vidal     | 1979-1980 |
| 22   | Sanjuán             | 1980-1981 |

| Rang | Nom              | Période   |
| ---- | ---------------- | --------- |
| 23   | Martialay        | 1981      |
| 24   | Delfín Álvarez   | 1981-1982 |
| 25   | José López       | 1982-1983 |
| 26   | Castro Santos    | 1983-1985 |
| 27   | Neme             | 1985-1986 |
| 28   | Castro Santos    | 1986-1988 |
| 29   | Crispi           | 1988-1989 |
| 30   | Héctor Rial      | 1989-1990 |
| 31   | Manuel Tomé      | 1990-1991 |
| 32   | Milucho          | 1991-1993 |
| 33   | Antonio Gómez    | 1993-1996 |
| 34   | Julio Díaz       | 1996-1997 |
| 35   | Chus Baleato     | 1997      |
| 36   | Milo Abelleira   | 1997-1998 |
| 37   | Roberto Robles   | 1998      |
| 38   | Rafa Sáez        | 1998      |
| 39   | Muñiz            | 1998-1999 |
| 40   | Martín-Esperanza | 1999      |
| 41   | Rafa Sáez        | 1999      |
| 42   | Delfín Álvarez   | 1999-2000 |
| 43   | Rafa Sáez        | 2000      |
| 44   | Delfín Álvarez   | 2000-2001 |

| Rang | Nom              | Période   |
| ---- | ---------------- | --------- |
| 45   | Milucho          | 2001      |
| 46   | Raúl González    | 2001-2002 |
| 47   | Milucho          | 2002      |
| 48   | José Aurelio Gay | 2002-2005 |
| 49   | Alberto Argibay  | 2005-2007 |
| 50   | Javi Gracia      | 2007-2008 |
| 51   | Rafa Sáez        | 2008-2009 |
| 52   | José Aurelio Gay | 2009      |
| 53   | Roberto Aguirre  | 2009      |
| 54   | Pablo Alfaro     | 2009-2010 |
| 55   | Ángel Viadero    | 2010      |
| 56   | Castro Santos    | 2010-2011 |
| 57   | Manuel Tomé      | 2011      |
| 58   | Milo Abelleira   | 2011-2013 |
| 59   | Nando            | 2013      |
| 60   | Manu Fernández   | 2013-2014 |
| 61   | Milo Abelleira   | 2014      |
| 62   | Luisito          | 2014-2017 |
| 63   | Luismi           | 2017-     |

### Joueurs emblématiques
- Charles
- Oséas
- Néné
- Diego Castro
- Pablo Pinillos
- Edgardo Adinolfi
- Jonay Hernández
- José Manuel Rey

## Stade

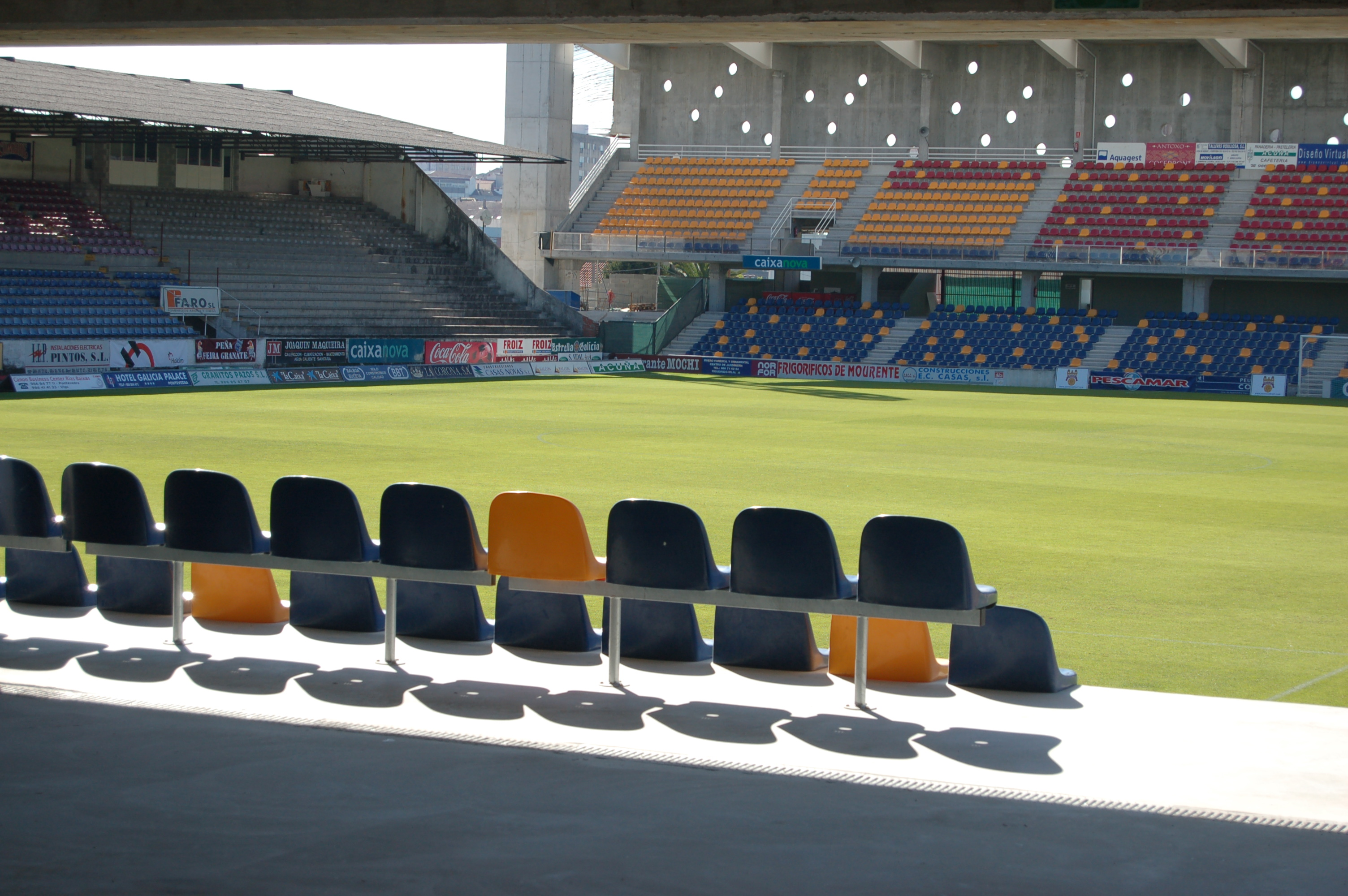
Stade municipal de Pasarón.

Le Pontevedra Club de Fútbol joue au stade municipal de Pasarón qui se situe dans la ville de Pontevedra. Le stade antique a été inauguré en 1965 . Sa rénovation fut achevée en mai 2010 après un processus controversé de reconstruction (erreurs dans les travaux, dépassements budgétaires et retards dans la livraison). La capacité actuelle est d'environ 12 000 spectateurs contre 16 500 après son élargissement le plus important. Le terrain mesure 105 mètres de long et 66 mètres de large et n'a pas changé au cours de la rénovation, la nécessité était qu'il soit disponible pour les matchs du club en même temps que l'exécution des travaux.

Le stade a par ailleurs accueilli une rencontre internationale à l'occasion du match amical qui s'est tenu le 7 septembre 2012 entre l'Espagne et l'Arabie saoudite (5-0).